# Vleugelprofiel

doorsnede van een vleugelprofiel

Het vleugelprofiel is de vorm van de dwarsdoorsnede van de vleugel. Dit profiel kan een vliegtuigvleugel zijn, maar ook een propeller, schroef, zeil of een vogelvleugel, insectenvleugel of de vlieghuid van vleermuizen. Het vleugelprofiel is bepalend voor de aerodynamische of hydrodynamische eigenschappen van de vleugel. Een profiel van een vleugel kan symmetrisch of asymmetrisch zijn.
De intredende kant van een vleugelprofiel heeft veelal een ronding, terwijl de uittredende kant over het algemeen scherp is. De lijn tussen deze twee kanten is de koorde. Naar de profielen van vleugelprofielen is veel onderzoek gedaan. Bekend daarbij zijn de NACA-profielen van de National Advisory Committee for Aeronautics die nog steeds gebruikt worden naast modernere profielen.

## Beschrijving
Om twee profielen met elkaar te vergelijken (gelijkvormige profielen hebben immers aerodynamisch dezelfde eigenschappen) of om een profiel te tekenen en/of te maken, moet er een eenduidige beschrijving zijn. Een profiel wordt beschreven aan de hand van een tabel met de kenmerken van het profiel voor punten op de koorde, de lijn die de uiterste punten aan voor- en achterkant met elkaar verbindt. Met de moderne computertechniek worden ook de xy- coördinaten van de grafiek van het profiel beschreven. Deze coördinaten kunnen direct gebruikt worden om het profiel te plotten op een CNC-machine.
De twee kenmerken waarmee een profiel wordt beschreven, zijn:
- de dikte, de afstand loodrecht op de koorde tussen de buitenrug, bovenzijde van het profiel, en de binnenrug, onderzijde van het profiel.
- de welving of kromming, de afstand loodrecht op de koorde tussen de skeletlijn en de koorde.

De skeletlijn of gemiddelde koorde is de verbinding door de middens van de diktelijnen, dus de punten op de helft tussen extrados en intrados.
De maximumdikte van het profiel is de dikte en de maximumwelving is de kromming van het profiel.

## Overeenkomstige terminologie in andere talen
| Nederland                    | België                       | Frans          | Engels                  |
| ---------------------------- | ---------------------------- | -------------- | ----------------------- |
| Voorrand/ intredende kant    | Aanvalsboord                 | Bord d'attaque | Leading edge            |
| Achterrand/ uittredende kant | Vluchtboord                  | Bord de fuite  | Trailing edge           |
| Bovenrug/ zuigzijde          | Bovenrug/ zuigzijde          | Extrados       | Upper camber            |
| Onderrug/ stuw- of drukzijde | Onderrug/ stuw- of drukzijde | Intrados       | Lower camber            |
| Koorde                       | Koorde                       | Corde          | Chord                   |
| Welvingslijn                 | Skeletlijn                   | Squelette      | Mean camber, mean chord |

## Thin airfoil theory
De thin airfoil theory is een eenvoudige theorie die de relatie tussen de invalshoek en de opgewekte lift beschrijft voor onsamendrukbare wrijvingsloze luchtstromen. De theorie is bedacht door de Duits-Amerikaanse wiskundige Max Munk en verfijnd door anderen in de jaren 1920. De theorie idealiseert de stroming rondom een vleugelprofiel tot een tweedimensionale stroming rond een dun profiel. Het profiel wordt versimpeld tot profiel met een verwaarloosbare dikte en een oneindige spanwijdte.
De theorie was in zijn tijd vooral belangrijk, omdat het een solide, theoretische basis gaf voor de volgende eigenschappen van een vleugelprofiel in een tweedimensionale stroming:
1. bij een symmetrisch profiel liggen het middelpunt van de druk en het aerodynamisch middelpunt exact op 1/4 van de vleugelkoorde achter de vleugelvoorrand
2. bij een gebogen vleugelprofiel ligt het aerodynamisch middelpunt exact 1/4 koorde achter de vleugelvoorrand
3. de helling van de liftcoëfficiënt tegen de invalshoek is {\displaystyle 2\pi } per radiaal

Als gevolg van (3) is de tweedimensionale liftcoëfficiënt van een symmetrisch vleugelprofiel met oneindige spanwijdte gelijk aan:
{\displaystyle \ c_{L}=2\pi \alpha }
waarin {\displaystyle c_{L}} de tweedimensionale liftcoëfficiënt is,
{\displaystyle \alpha } de invalshoek in radialen is, ten opzichte van de koorde.
Daarnaast is de tweedimensionale liftcoëfficiënt van een gebogen vleugelprofiel met oneindige spanwijdte als gevolg van (3) gelijk aan:
{\displaystyle \ c_{L}=c_{L_{0}}+2\pi \alpha }
waarin {\displaystyle \ c_{L_{0}}} de tweedimensionale liftcoëfficiënt bij een invalshoek van 0° is.
De thin airfoil theory houd geen rekening met overtrek (stall), wat normaal gesproken bij een invalshoek tussen 10° en 15° optreedt.
Dit artikel of een eerdere versie ervan is een (gedeeltelijke) vertaling van het artikel Airfoil op de Engelstalige Wikipedia, dat onder de licentie Creative Commons Naamsvermelding/Gelijk delen valt. Zie de bewerkingsgeschiedenis aldaar.